# Rhyacophila otica
Rhyacophila otica là một loài Trichoptera trong họ Rhyacophilidae. Chúng phân bố ở miền Tân bắc.